# Boston (Indiana)
Pour les articles homonymes, voir Boston (homonymie).
La ville de Boston est située dans le comté de Wayne, dans l'État de l’Indiana, aux États-Unis. Sa population s’élevait à 138 habitants lors du recensement de 2010, estimée à 133 habitants en 2016.